# Виталий (Введенский)
Архиепи́скоп Вита́лий (в миру Владимир Фёдорович Введе́нский; 8 [20] июля 1870, Песковатое, Тульская губерния — 25 марта 1950, Москва) — епископ Русской Православной Церкви; с 1944 года архиепископ Тульский и Белёвский, с 1946 года архиепископ Дмитровский, викарий Московской епархии; председатель Миссионерского Совета при Священном Синоде.

## Биография
Родился 8 июля 1870 года в селе Песковатом (ныне — в Белёвском районе Тульской области) в семье псаломщика.
В 1884 году окончил Тульское духовное училище. В 1890 году окончил Тульскую духовную семинарию.
В 1890—1891 годы — учитель народной школы горного ведомства при чугунолитейном заводе Мосоловых.
8 сентября 1891 года рукоположён в сан священника и назначен к Крестовоздвиженской церкви Белёвского Крестовоздвиженского женского монастыря. Одновременно с 3 апреля 1893 года был заведующим и законоучителем второклассной женской монастырской школы. Одновременно с 1894 года был делопроизводителем и в 1903—1907 годах председателем правления эмеритальной и пожарной касс духовенства Тульской епархии. 28 июня 1897 года награждён набедренником. В январе 1900 года награждён бархатной фиолетовой скуфьёй.
15 января 1900 года назначен инспектором классов Белёвского епархиального женского училища. 24 апреля 1902 года награждён камилавкой. 1 августа 1902 года освобождёнием от должности инспектора училища и становится прeподавателем в нём и с 1907 года председателем его совета.
1 августа 1903 года назначен законоучителем Белёвского реального училища, с причислением сверх штата к Рождество-Богородицкому собору города Белёва. Одновременно с 1905 года был законоучителем Белёвской женской гимназии. 29 марта 1908 года награждён наперсным крестом, от Святейшего Синода выдаваемым. 1 апреля 1913 года награждён саном протоиерея.
23 февраля 1915 года назначен благочинным белёвских городских церквей.
Овдовел. В 1915 года назначен епископом Аляскинским, однако от назначения отказался.
В 1917—1918 годах член Поместного Собора Православной Российской Церкви по избранию как клирик от Тульской епархии, участвовал в 1-2-й сессиях, член II, XV отделов.
27 мая 1918 года вошёл в состав Тульского епархиального совета, в том же году стал его председателем, награждён палицей.
18 августа 1919 года принял монашество и возведён в сан архимандрита. Служил в Белёвском Спасо-Преображенском монастыре.

### Архиерейство. Участие в обновленческом движении
15 августа 1920 года хиротонисан во епископа Епифанского, викария Тульской епархии (кафедра — в Николаевском соборе города Епифань).
В начале июня 1922 года стал председателем епархиального совета, созданного управляющим Тульской епархией епископом Белёвским Игнатием (Садковским).
18 июня 1922 году в Тулу прибыл член обновленческого ВЦУ Владимир Красницкий, который, вынудив епископа Игнатия (Садковского) отказаться от управления епархией, убедил епископа Виталия присоединиться к обновленчеству и занять пост председателя обновленческого епархиального управления с титулом «епископ Тульский и Епифанский». «Всякий, кто знал преосвященного Виталия в какой бы то ни было период его долгой жизни может засвидетельствовать, что он всю жизнь был крайним консерватором, который не только никогда не помышлял ни о каком обновлении церкви, но даже (по ограниченности своего кругозора) не мог понять, что подразумевается под этим термином. <…> Сразу после посещения Тулы В. Д. Красницким епископ Виталий становится ярым живоцерковником». Там же отмечается: «Человек аккуратный, скрупулёзно пунктуальный в служебных делах, почтительный по отношению к начальству, митрополит Виталий <…> смахивал на провинциального бухгалтера средней руки. „Так и остался белёвским протоиереем“, — говаривал часто про него Александр Иванович. По своему кругозору и образованию владыка за всю жизнь так и не ушёл дальше Белёва: главным источником его познаний были „Епархиальные ведомости“ Тульской епархии. На них он обычно ссылался как на высший авторитет, всякий раз когда речь заходила о философских и социальных проблемах… Трудно было себе представить больших антиподов, чем митрополит Виталий и его знаменитый собрат и однофамилец».
В августе 1922 года был участником Всероссийского съезда «Живой Церкви», на котором 16 августа назначен епископом Тульским и Епифанским, с возведением в сан архиепископа (кафедра — в Успенском соборе Тульского кремля).
В апреле-мае 1923 года был участником 2-го Всероссийского поместного собора (обновленческого). Входил в состав делегации собора, посетившей Патриарха Тихона для вручения ему «соборного определения о лишении сана и монашества».
8 августа 1923 года становится членом Всероссийского обновленческого Синода, заведующим ревизионной частью.
В 1924 году награждён правом ношения креста на клобуке. В июне 1924 года был участником Всероссийского предсоборного совещания.
10 апреля 1925 года «в воздаяние его выдающихся исключительных заслуг на благо Православной Церкви» возведён в сан митрополита. В октябре 1925 года был участником «Третьего всероссийского поместного собора» (второго обновленческого), на котором избран членом Всероссийского обновленческого Синода. В феврале 1927 года был участником Первого всесоюзного миссионерского совещания.
В 1929 года, во время болезни митрополита Вениамина (Муратовского), исполнял обязанности председателя Священного синода Православных Церквей в СССР. 5 сентября 1929 года решением учебного комитета при обновленческом синоде за представленные печатные труды получил степень кандидата богословия.
10 мая 1930 года назначен митрополитом Московским и Тульским, управляющим Московской обновленческой митрополией и председателем Священного синода Православных Церквей в СССР. Одновременно награждён правом преднесения креста за богослужениями (кафедра располагалась в московском храме Христа Спасителя). В книге «Очерки по истории Русской церковной смуты» о нём говорится: «Об этом избрании Александр Иванович, со свойственным ему юмором, рассказывал так: „Умер митрополит Вениамин, и мы не знаем, кого избрать вместо него. И вот, вспоминаю — в Туле есть архиерей, монах, борода длинная-длинная, седая, картинная… Подумали и решили — быть ему предом в Синоде…“».
16 сентября 1930 года освобождён от управления Тульской обновленческой епархией, а 17 сентября 1930 года назначен председателем обновленческого Московского областного митрополитанского церковного управления.
В июне 1931 года в связи с закрытием Храма Христа Спасителя перенёс кафедру в храм Николая Чудотворца в Новой Слободе, получивший статус синодального собора. 29 августа 1931 года награждён правом ношения двух панагий.
5 мая 1933 года освобождён от управления Московской обновленческой митрополией; митрополитом Московским был назначен Михаил Князевский. Однако, поскольку Виталий (Введенский) остался в должности председателя обновленческого синода, он был наделён титулом «Первоиерарха православных церквей в СССР».
В 1934 году в связи с закрытием Никольского синодального собора перенёс кафедру в Воскресенскую церковь в Сокольниках, которая получила статус синодального собора.
29 апреля 1935 года, в связи с «самороспуском» Священного синода Православных Церквей в СССР, освобождён от должности председателя Синода и объявлен единственным главой обновленческой Церкви. Как писал Анатолий Краснов-Левитин: «По инициативе проф. Зарина (своего секретаря), митрополит Виталий принимает пышный титул „Первоиерарха Московского и всех православных церквей в СССР“. Ему присваивается небывалый титул: „Ваше первосвятительство“, и к его имени прилагается эпитет: „первосвященнейший“. Однако вся эта внешняя помпа не может скрыть той парадоксальной ситуации, в которой очутилось обновленчество. Ярые противники единоличной власти и сторонники „соборного начала“ вынуждены отныне перейти сами к единоличному управлению».
В апреле 1941 года в связи с отсутствием епархиальных структур организовал Высшее церковное управление с целью координации деятельности приходов. Новое ВЦУ состояло из двух человек: самого Виталия (Введенского), занявшего должность председателя, и его заместителя, которым стал митрополит Александр Введенский.
Митрополит Виталий, не способный из-за болезней, возраста и характера проявлять необходимую активность, постепенно отходил от дел. В сентябре 1941 года он отпраздновал 50-летие своего священнослужения, но это было последнее его служение в качестве первоиерарха. 6 октября митр. Виталий ушёл в отпуск и передал власть своему заместителю. 10 октября в новом заявлении он уточнил свой уход, охарактеризовав как бессрочный, и указал, что все свои полномочия и прерогативы передает Александру Введенскому, назвав его новым титулом — «Святейший и Блаженнейший Первоиерарх Московский и всех Православных Церквей в СССР». Титул был введен без санкции Собора, но все обновленческие иерархи одобрили его. 12 октября Александр Введенский в качестве первоиерарха написал свое первое патриотическое воззвание.
14 октября 1941 года по решению правительства СССР был эвакуирован в город Ульяновск.

### Последние годы. Покаяние и кончина
23 января 1944 года вернулся в Москву, служил в Пименовской церкви. «Митрополит Виталий, фактически превратившийся в заштатного священника, так же исполнял обязанности псаломщика и тщательно делил кружку».
2 марта 1944 года в зале заседаний Священного синода принёс покаяние патриарху Сергию и был принят в церковное общение в сане епископа, какой имел до ухода в обновленчество, с оставлением на покое в должности почётного настоятеля храма Воскресения Христова в Сокольниках.
5 мая 1944 года возведён в сан архиепископа.
13 июля 1944 года назначен архиепископом Тульским и Белёвским с оставлением в должности почётного настоятеля Воскресенского храма в Сокольниках. В конце октября 1944 года встречал в Туле патриаршего местоблюстителя митрополита Ленинградского и Новгородского Алексия (Симанского), заверив его «в своей преданности и любви».
Во время войны епископ Виталий писал патриотические стихи, которые печатались в «Журнале Московской Патриархии» (1944, № 5, № 6): «Станем на защиту Родины», «Молитва в дни брани», «У гроба Святейшего Патриарха Сергия», «Молитва Богоматери в дни Великой Отечественной войны».
Член Поместного собора 1945 года.
В мае — июне 1945 года сопровождал патриарха Алексия I во время его поездки на Святую землю и в Египет.
19 июля 1946 года по собственному прошению освобождён от управления Тульской кафедрой и назначен председателем Миссионерского совета при Священном синоде с назначением архиепископом Дмитровским, викарием Московской епархии и с оставлением в должности почётного настоятеля Воскресенского храма в Сокольниках.
21 февраля 1949 года по прошению освобождён от должности председателя Миссионерского совета.
Скончался 25 марта 1950 года в своей «келье» при храме Воскресения в Сокольниках (последнюю службу совершал вечером 23 марта). В понедельник 27 марта 1950 года его отпевание возглавил патриарх Алексий I в Воскресенском храме в Сокольниках, после чего тело было оставлено в храме для «последнего целования». Погребён 28 марта у Троицкой церкви на Пятницком кладбище в Москве.

## Сочинения
- [40 статей] // Кормчий. 1899—1902.
- Слово; Протоиерей Михаил Феодорович Бурцев; Речь // Тульские епархиальные ведомости. 1900. № 4. С. 203—206; № 16-17, 21.
- Поучение у плащаницы; 14 мая; Рождество Христово [Стихи]; Рождественская ночь // Тульские епархиальные ведомости. 1901. № 5/6, 11/12, 20.
- Не плачи!; Покаянный вопль грешника [Стихи]; Слезы Христовы; Памяти родного поэта [Стихи] // Тульские епархиальные ведомости. 1902. № 3/4, 7/8, 16.
- 25-летие игуменства настоятельницы Белёвского монастыря Магдалины; Первый выпуск воспитанниц Белёвского епархиального женского училища; Стихотворение // Тульские епархиальные ведомости. 1903. № 1/2, 11-12.
- Речь при погребении игум. Магдалины // Тульские епархиальные ведомости. 1904. № 22.
- Люди, веселитеся!; Об освящении храма; Мой крест [Стихи] // Кормчий. 1905. № 16, 37; 1906. № 34.
- [Статья] // Тульские епархиальные ведомости. 1907. № 23.
- Доклад; Памяти святителя Димитрия, Ростовского чудотворца [Стихи] // Тульские епархиальные ведомости. 1909. № 21, 43.
- У гроба ученицы [Н. П. Новиковой]. — Белёв, 1912
- Прощальная речь воспитанницам белёвской женской гимназии, окончившим курс в 1912 г. — Белёв, 1912
- Испытания в жизни и отношение к ним по соч. о. Иоанна Кронштадтского «Моя жизнь во Христе». — Белёв, 1913
- Православные церковные братства (1864—1914). — СПб., 1914
- В часы душевного томленья; О всепетая Мати! [Стихи]; Думы законоучителя; У иконы Богоматери [Стихи] // Тульские епархиальные ведомости. 1914. № 9, 12, 23-24, 36.
- Объяснения // Тульские епархиальные ведомости. 1915. № 29.
- Анна Александровна Шредер; Протоиерей Александр Иванович Филомафитский (Некрологи); О родина святая! [Стихи]; На современные мотивы // Тульские епархиальные ведомости. 1917. № 3, 7/10, 21/22, 29/30.
- Законоучительский кабинет на Священном Соборе // Религия и школа. 1918. № 4.
- Станем на защиту Родины: [Стихи] // ЖМП. 1944. № 5. С. 27
- Молитва в дни брани: [Стихи] // Там же. С. 28
- У гроба Святейшего Патриарха Сергия: [Стихи] // Там же. № 6. С. 37-38
- Молитва Богоматери в дни Великой Отечественной войны: [Стихи] // Там же. № 10. С. 30